# Giovanni Lorenzo Bertolotto
Giovanni Lorenzo Bertolotto (Genova, 1640 – Genova, 1721) è stato un pittore italiano.

## Biografia

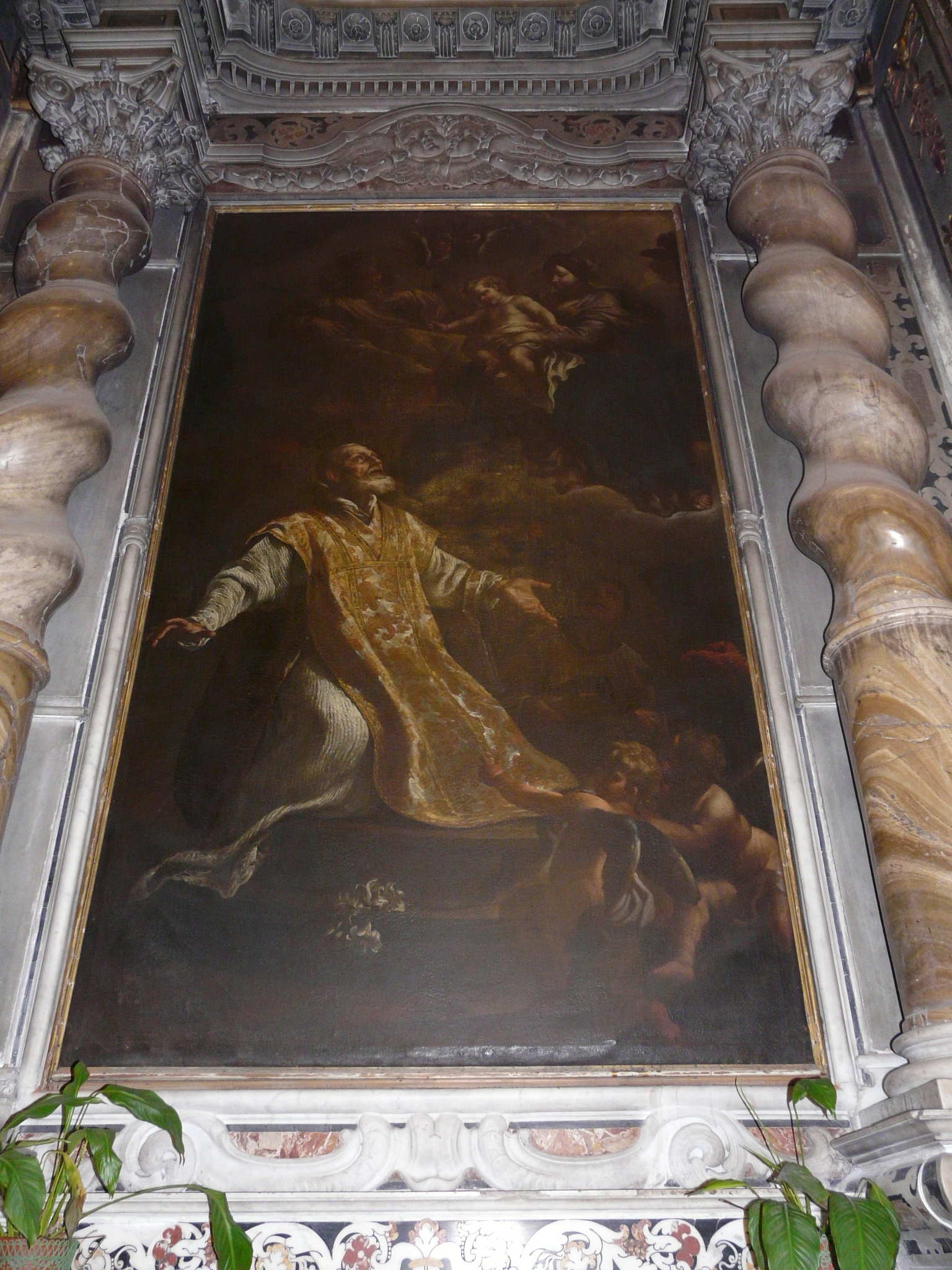
San Filippo Neri in contemplazione della Vergine e del Bambino, chiesa dei santi Nicolò ed Erasmo, Genova

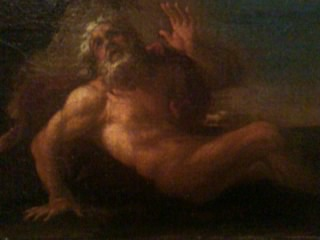
Giona sulla spiaggia di Ninive, Palazzo Bianco, Genova

Giovanni Lorenzo fu il terzo rappresentante di una famiglia di pittori genovesi che si protrasse per quattro generazioni, sino al figlio Michelangiolo il Giovane.
Figlio di Michelangiolo il Vecchio e nipote Filippo, ebbe come primo maestro proprio il padre. Successivamente fu allievo di Giovanni Benedetto Castiglione, che lo ebbe a bottega tra l'inizio del 1661 ed il marzo 1663.
Tra le prime opere note vi è una decollazione di San Giacomo, perduta, realizzata per la demolita chiesa di San Domenico di Genova. Nel 1670 realizza Il ricevimento di Giovanni Agostino Durazzo, ambasciatore dei Genovesi, alla corte di Maometto IV a Costantinopoli, opera che sarà considerata il suo capolavoro.
Il Bertolotto si specializzò in quadri aventi come soggetti grandiose scene di carattere mitologico, storico o religioso.
Intorno agli anni dieci del XVIII secolo ebbe delle commissioni da parte di Giacomo Stuart, pretendente al trono d'Inghilterra, di passaggio a Genova.
Ultima opera realizzata dal Bertolotto fu il dipinto che rappresentava San Teodomino, vescovo d'Iridia, che fa tagliare il bosco per rinvenire il corpo di san Giacomo per l'Oratorio di San Giacomo della Marina nel 1720. Bertolotto morì nel 1721 e fu seppellito nella basilica della Santissima Annunziata del Vastato.
Suo figlio maggiore, Michelangiolo il Giovane, seguì le orme paterne, divenendo pittore e restauratore.

## Opere
- Giona sulla spiaggia di Ninive, olio su tela, Palazzo Bianco, Genova
- Confessione con la Madonna e i santi Giovanni e Marta e Angeli, olio su tela, 117x164 cm, Fondazione Carige, Genova
- Riposo durante la fuga in Egitto con san Giovannino e putti, olio su tela, 123x167, Fondazione Carige, Genova